# زیست‌شناسی شیمیایی
زیست‌شناسی شیمیایی (به انگلیسی: Chemical Biology) یک زمینه علمی میان‌رشته‌ای شامل رشته‌های شیمی و زیست‌شناسی است. این رشته شامل استفاده از تکنیک‌های شیمیایی، تجزیه و تحلیل و غالباً تهیه مولکول‌های کوچک از طریق سنتز شیمیایی، برای مطالعه و بررسی سیستم‌های زیستی است. برخلاف زیست‌شیمی (Biochemistry) که شامل مطالعه شیمی مولکولهای زیستی و تنظیم مسیرهای زیست‌شیمیایی درون و برون سلول‌ها است، زیست‌شناسی شیمیایی با شیمی و فرایندهای مرتبط با آن که در محیط زیستی به کار می‌روند مانند سنتز مولکولی‌های زیستی، شبیه‌سازی سیستم‌های زیستی و دیگر زمینه‌های مرتبط با آن سروکار دارد. در واقع به زبان ساده‌تر تفاوت زیست‌شناسی شیمیایی با زیست‌شیمی را می‌توان این‌طور بیان کرد که زیست‌شناسی شیمیایی، پژوهش در زیست‌شناسی با کمک ابزار شیمیایی و زیست‌شیمی، پژوهش در شیمی با کمک ابزار زیستی است.